# NGC 2990
NGC 2990 é uma galáxia espiral (Sc) localizada na direcção da constelação de Sextans. Possui uma declinação de +05° 42' 32" e uma ascensão recta de 9 horas, 46 minutos e 17,3 segundos.
A galáxia NGC 2990 foi descoberta em 29 de Dezembro de 1786 por William Herschel.